# Vela nos Jogos Olímpicos de Verão de 2020 - Qualificação
Este artigo detalha a fase de qualificação da vela nos Jogos Olímpicos de Verão de 2020. (As Olimpíadas foram adiadas para 2021 devido à pandemia de COVID-19). As 350 vagas para os Jogos serão entregues aos velejadores por seus respectivos CONs, baseado em resultados nas regatas designadas supervisionadas pela World Sailing. O país-sede, Japão, recebeu uma vaga em cada uma das classes.
O período de qualificação começou no Campeonato Mundial de Vela de 2018 em Aarhus, Dinamarca, onde cerca de quarenta porcento do total de vagas serão concedidas aos CONs melhor posicionados. Seis vagas estarão disponíveis nas classes Laser e Laser radial nos Jogos Asiáticos de 2018 e nos Jogos Pan-Americanos de 2019, enquanto sessenta e uma vagas a mais serão distribuídas aos velejados no Campeonato Mundial das classes em 2019. Passando para 2021, devido ao adiamento das Olimpíadas e à pandemia de COVID-19, as regatas de qualificação continentais serão realizadas para decidir o restante das vagas em jogo, enquanto duas vagas em cada uma das classes laser serão distribuídas pela Comissão Tripartite aos CONs elegíveis.

## Linha do tempo
| Evento                                                                          | Data                                 | Local          |
| ------------------------------------------------------------------------------- | ------------------------------------ | -------------- |
| Campeonato Mundial de Vela de 2018                                              | 30 de julho a 12 de agosto de 2018   | Aarhus         |
| Jogos Asiáticos de 2018                                                         | 18 de agosto a 2 de setembro de 2018 | Jakarta        |
| Campeonato Europeu de Finn de 2019                                              | 10 a 18 de maio de 2019              | Athens         |
| Campeonato Mundial de Laser de 2019                                             | 1 a 9 de julho de 2019               | Sakaiminato    |
| Campeonato Mundial de Laser Radial de 2019                                      | 16 a 24 de julho de 2019             | Sakaiminato    |
| Jogos Pan-Americanos de 2019                                                    | 26 de julho a 11 de agosto de 2019   | Paracas        |
| Campeonato Mundial de 470 de 2019                                               | 2 a 9 de agosto de 2019              | Enoshima       |
| Campeonato Mundial de RS:X de 2019                                              | 22 a 28 de setembro de 2019          | Torbole        |
| Campeonato Mundial de Nacra 17 de 2019                                          | 3 a 8 de dezembro de 2019            | Auckland       |
| Campeonato Mundial de 49er e 49erFX de 2019                                     | 3 a 8 de dezembro de 2019            | Auckland       |
| Eventos de Qualificação da África                                               |                                      |                |
| Campeonato Africano de Vela de 2019 (RS:X, Laser, Laser Radial)                 | 6 a 12 de outubro de 2019            | Algiers        |
| Campeonato Africano de Vela de 2020 (470)                                       | 12 a 18 de janeiro de 2020           | Luanda         |
| Regata Internacional de Lanzarote de 2021 (Nacra 17)                            | 23 a 28 de março de 2021             | Lanzarote      |
| Aberto de Mussanah de 2021 (49er e 49erFX)                                      | 1 a 8 de abril de 2021               | Al-Mussanah    |
| Copa Ouro da Finn de 2021                                                       | 4 a 12 de maio de 2021               | Porto          |
| Eventos de Qualificação da Ásia                                                 |                                      |                |
| 2019 Sailing World Cup Enoshima (Finn)                                          | 25 de agosto a 1 de setembro de 2019 | Enoshima       |
| Campeonato Asiático de Vela de 2019 (470)                                       | 16 a 21 de dezembro de 2019          | Shenzhen       |
| Campeonato Asiático de Vela de 2021 (Nacra 17)                                  | 1 a 6 de março de 2021               | Shanghai       |
| Aberto de Mussanah de 2021 (RS:X, Laser, Laser Radial, 49er, 49erFX)            | 1 a 8 de abril de 2021               | Al-Mussanah    |
| Eventos de Qualificação da Europa                                               |                                      |                |
| Campeonato Europeu de RS:X de 2020                                              | 22 a 28 de novembro de 2020          | Vilamoura      |
| Campeonato Mundial de 470 de 2021                                               | 5 a 13 de março de 2021              | Vilamoura      |
| Regata Internacional de Lanzarote de 2021 (49er, 49erFX, e Nacra 17)            | 23 a 28 de março de 2021             | Lanzarote      |
| Regata Internacional de Vilamoura de 2021 (Laser e Laser Radial)                | 17 a 24 de abril de 2021             | Vilamoura      |
| Copa Ouro da Finn de 2021                                                       | 4 a 12 de maio de 2021               | Porto          |
| Eventos de Qualificação da América do Norte                                     |                                      |                |
| Jogos Pan-Americanos de 2019 (49er, 49erFX e Nacra 17)                          | 26 de julho a 11 de agosto de 2019   | Paracas        |
| Copa do Mundo de Vela de Miami de 2020 (RS:X, Finn, Laser, Laser Radial, e 470) | 19 a 25 de janeiro de 2020           | Miami          |
| Eventos de Qualificação da América do Sul                                       |                                      |                |
| Jogos Pan-Americanos de 2019 (49er, 49erFX e Nacra 17)                          | 26 de julho a 11 de agosto de 2019   | Paracas        |
| Copa Brasil 2019 (Laser, Laser Radial, Finn)                                    | 25 a 30 de novembro de 2019          | Rio de Janeiro |
| Campeonato Sul-Americano de Vela (RS:X)                                         | 9 a 15 de fevereiro de 2020          | Mar del Plata  |
| Campeonato Sul-Americano de Vela                                                | 11 a 17 de fevereiro de 2020         | Mar del Plata  |
| Eventos de Qualificação da Oceania                                              |                                      |                |
| Copa Ouro da Finn de 2019                                                       | 16 a 21 de dezembro de 2019          | Melbourne      |
| Regata Internacional de Melbourne de 2020 (470)                                 | 17 a 21 de janeiro de 2020           | Melbourne      |
| Campeonato Mundial de Nacra 17 de 2020                                          | 8 a 15 de fevereiro de 2020          | Geelong        |
| Campeonato Mundial de 49er e 49erFX de 2020                                     | 8 a 15 de fevereiro de 2020          | Geelong        |
| Campeonato Mundial de Laser de 2020                                             | 9 a 16 de fevereiro de 2020          | Melbourne      |
| Campeonato Mundial de Laser Radial de 2020                                      | 21 a 28 de fevereiro de 2020         | Melbourne      |
| Campeonato Mundial de RS:X de 2020                                              | 23 a 29 de fevereiro de 2020         | Sorrento       |

### Vagas
Abaixo estão os números de barcos. As classes 470, 49er, 49erFX, e Nacra 17 têm tripulações de 2 pessoas por barco.
| Evento       | CM 2018   | JAS 2018  | JPA 2019  | CM 2019   | AFR       | ASI       | OCE       | EUR       | AMN       | AMS       | Sede      | Tri.      | Total     |
| Masculino    | Masculino | Masculino | Masculino | Masculino | Masculino | Masculino | Masculino | Masculino | Masculino | Masculino | Masculino | Masculino | Masculino |
| ------------ | --------- | --------- | --------- | --------- | --------- | --------- | --------- | --------- | --------- | --------- | --------- | --------- | --------- |
| RS:X         | 10        | 0         | 0         | 8         | 1         | 1         | 1         | 1         | 1         | 1         | 1         | 0         | 25        |
| Laser        | 14        | 1         | 2         | 5         | 2         | 1         | 1         | 2         | 2         | 2         | 1         | 2         | 35        |
| Finn         | 8         | 0         | 0         | 4         | 1         | 1         | 1         | 1         | 1         | 1         | 1         | 0         | 19        |
| 470          | 8         | 0         | 0         | 4         | 1         | 1         | 1         | 1         | 1         | 1         | 1         | 0         | 19        |
| 49er         | 8         | 0         | 0         | 4         | 1         | 1         | 1         | 1         | 1         | 1         | 1         | 0         | 19        |
| Feminino     |           |           |           |           |           |           |           |           |           |           |           |           |           |
| RS:X         | 11        | 0         | 0         | 9         | 1         | 1         | 1         | 1         | 1         | 1         | 1         | 0         | 27        |
| Laser Radial | 18        | 1         | 2         | 10        | 2         | 1         | 1         | 2         | 2         | 2         | 1         | 2         | 44        |
| 470          | 8         | 0         | 0         | 6         | 1         | 1         | 1         | 1         | 1         | 1         | 1         | 0         | 21        |
| 49erFX       | 8         | 0         | 0         | 7         | 0         | 1         | 1         | 1         | 1         | 1         | 1         | 0         | 21        |
| Misto        |           |           |           |           |           |           |           |           |           |           |           |           |           |
| Nacra 17     | 8         | 0         | 0         | 5         | 1         | 1         | 1         | 1         | 1         | 1         | 1         | 0         | 20        |

## Sumário de Qualificação
| Nação                 | Masculino | Masculino | Masculino | Masculino | Masculino | Feminino | Feminino      | Feminino | Feminino | Misto     | Total  | Total   |
| Nação                 | #RS:X     | #Laser    | #Finn     | #470      | #49er     | RS:X     | #Laser Radial | 470      | #49erFX  | #Nacra 17 | Barcos | Atletas |
| --------------------- | --------- | --------- | --------- | --------- | --------- | -------- | ------------- | -------- | -------- | --------- | ------ | ------- |
| RSA África do Sul     |           |           | Yes       |           | Yes       |          |               |          |          |           | 2      | 3       |
| GER Alemanha          |           | Yes       |           |           | Yes       |          | Yes           | Yes      | Yes      | Yes       | 6      | 10      |
| ANG Angola            |           |           |           | Yes       |           |          |               |          |          |           | 1      | 2       |
| ANT Antígua e Barbuda |           |           |           |           |           |          | Yes           |          |          |           | 1      | 1       |
| ALG Argélia           | Yes       |           |           |           |           | Yes      |               |          |          |           | 2      | 2       |
| ARG Argentina         | Yes       | Yes       | Yes       |           |           | Yes      | Yes           | Yes      | Yes      | Yes       | 8      | 11      |
| AUS Austrália         |           | Yes       | Yes       | Yes       | Yes       |          | Yes           | Yes      | Yes      | Yes       | 8      | 13      |
| AUT Áustria           |           |           |           |           | Yes       |          |               |          | Yes      | Yes       | 3      | 6       |
| BEL Bélgica           |           | Yes       |           |           |           |          | Yes           |          | Yes      |           | 3      | 4       |
| BLR Bielorrússia      | Yes       |           |           |           |           |          | Yes           |          |          |           | 2      | 2       |
| BRA Brasil            |           | Yes       | Yes       | Yes       | Yes       | Yes      |               | Yes      | Yes      | Yes       | 8      | 13      |
| CAN Canadá            |           |           | Yes       | Yes       | Yes       | Yes      | Yes           |          | Yes      |           | 6      | 9       |
| CHI Chile             |           | Yes       |           |           |           |          |               |          |          |           | 1      | 1       |
| CHN China             | Yes       |           | Yes       | Yes       |           | Yes      | Yes           | Yes      | Yes      | Yes       | 8      | 12      |
| CYP Chipre            | Yes       | Yes       |           |           |           | Yes      | Yes           |          |          |           | 4      | 4       |
| KOR Coreia do Sul     | Yes       | Yes       |           | Yes       |           |          |               |          |          |           | 3      | 4       |
| CRO Croácia           |           | Yes       |           |           | Yes       |          | Yes           |          |          |           | 3      | 4       |
| DEN Dinamarca         |           |           |           |           | Yes       | Yes      | Yes           |          | Yes      | Yes       | 5      | 8       |
| EGY Egito             |           | Yes       |           |           |           |          | Yes           |          |          |           | 2      | 2       |
| ESA El Salvador       |           | Yes       |           |           |           |          |               |          |          |           | 1      | 1       |
| SLO Eslovênia         |           | Yes       |           |           |           |          |               | Yes      |          |           | 2      | 3       |
| ESP Espanha           | Yes       | Yes       | Yes       | Yes       | Yes       | Yes      | Yes           | Yes      | Yes      | Yes       | 10     | 15      |
| USA Estados Unidos    | Yes       | Yes       | Yes       | Yes       |           | Yes      | Yes           | Yes      | Yes      | Yes       | 9      | 13      |
| EST Estônia           |           | Yes       |           |           |           | Yes      |               |          |          |           | 2      | 2       |
| FIJ Fiji              |           |           |           |           |           |          | Yes           |          |          |           | 1      | 1       |
| FIN Finlândia         |           | Yes       |           |           |           | Yes      | Yes           |          |          | Yes       | 4      | 5       |
| FRA França            | Yes       | Yes       |           | Yes       | Yes       | Yes      | Yes           | Yes      | Yes      | Yes       | 9      | 14      |
| GBR Grã-Bretanha      | Yes       | Yes       | Yes       | Yes       | Yes       | Yes      | Yes           | Yes      | Yes      | Yes       | 10     | 15      |
| GRE Grécia            | Yes       |           | Yes       | Yes       |           | Yes      | Yes           | Yes      |          |           | 6      | 8       |
| GUA Guatemala         |           | Yes       |           |           |           |          | Yes           |          |          |           | 2      | 2       |
| HKG Hong Kong         | Yes       |           |           |           |           | Yes      | Yes           |          |          |           | 3      | 3       |
| HUN Hungria           |           | Yes       | Yes       |           |           | Yes      | Yes           |          |          |           | 4      | 4       |
| IND Índia             |           | Yes       |           |           | Yes       |          | Yes           |          |          |           | 3      | 4       |
| IRL Irlanda           |           |           |           |           | Yes       |          | Yes           |          |          |           | 2      | 3       |
| ISR Israel            | Yes       |           |           |           |           | Yes      | Yes           | Yes      |          |           | 4      | 5       |
| ITA Itália            | Yes       |           |           | Yes       |           | Yes      | Yes           | Yes      |          | Yes       | 6      | 9       |
| JPN Japão             | Yes       | Yes       | Yes       | Yes       | Yes       | Yes      | Yes           | Yes      | Yes      | Yes       | 10     | 15      |
| LTU Lituânia          | Yes       |           |           |           |           |          | Yes           |          |          |           | 2      | 2       |
| MAS Malásia           |           | Yes       |           |           |           |          | Yes           | Yes      |          |           | 3      | 4       |
| MEX México            | Yes       |           | Yes       |           |           | Yes      | Yes           |          |          |           | 4      | 4       |
| MOZ Moçambique        |           |           |           |           |           |          | Yes           | Yes      |          |           | 2      | 3       |
| MNE Montenegro        |           | Yes       |           |           |           |          |               |          |          |           | 1      | 1       |
| NOR Noruega           | Yes       | Yes       | Yes       |           |           |          | Yes           |          | Yes      | Yes       | 6      | 8       |
| NZL Nova Zelândia     |           | Yes       | Yes       | Yes       | Yes       |          |               |          | Yes      | Yes       | 6      | 10      |
| NED Países Baixos     | Yes       |           | Yes       |           | Yes       | Yes      | Yes           | Yes      | Yes      |           | 7      | 10      |
| PNG Papua-Nova Guiné  |           | Yes       |           |           |           |          | Yes           |          |          |           | 2      | 2       |
| PER Peru              |           | Yes       |           |           |           | Yes      | Yes           |          | Yes      |           | 4      | 5       |
| POL Polônia           | Yes       |           |           |           | Yes       | Yes      | Yes           | Yes      | Yes      |           | 6      | 9       |
| PUR Porto Rico        |           |           |           |           |           |          |               |          |          | Yes       | 1      | 2       |
| POR Portugal          |           |           |           | Yes       | Yes       |          | Yes           |          |          |           | 3      | 5       |
| CZE República Checa   | Yes       |           |           |           |           |          |               |          |          |           | 1      | 1       |
| RUS Rússia            | Yes       | Yes       |           | Yes       |           | Yes      | Yes           |          |          |           | 5      | 6       |
| SAM Samoa             |           | Yes       |           |           |           |          |               |          |          |           | 1      | 1       |
| ASA Samoa Americana   |           |           |           | Yes       |           |          |               |          |          |           | 1      | 2       |
| LCA Santa Lúcia       |           | Yes       |           |           |           |          | Yes           |          |          |           | 2      | 2       |
| SEY Seicheles         |           | Yes       |           |           |           |          |               |          |          |           | 1      | 1       |
| SGP Singapura         |           | Yes       |           |           |           | Yes      |               |          | Yes      |           | 3      | 4       |
| SWE Suécia            |           | Yes       | Yes       | Yes       |           |          | Yes           | Yes      |          | Yes       | 6      | 9       |
| SUI Suíça             | Yes       |           |           |           | Yes       |          | Yes           | Yes      |          |           | 4      | 6       |
| THA Tailândia         | Yes       |           |           |           |           | Yes      | Yes           |          |          |           | 3      | 3       |
| TTO Trinidad e Tobago |           | Yes       |           |           |           |          |               |          |          |           | 1      | 1       |
| TUN Tunísia           |           |           |           |           |           |          |               |          | Yes      | Yes       | 2      | 4       |
| TUR Turquia           | Yes       |           | Yes       | Yes       |           | Yes      | Yes           | Yes      |          |           | 6      | 8       |
| URU Uruguai           |           |           |           |           |           |          | Yes           |          |          | Yes       | 2      | 3       |
| VEN Venezuela         |           |           | Yes       |           |           |          |               |          |          |           | 1      | 1       |
| Total: 65 CONs        | 25        | 35        | 19        | 19        | 19        | 27       | 44            | 21       | 21       | 20        | 250    | 350     |

## Eventos masculinos

### RS:X
| #  | Nação               | Torneio de qualificação        | Posição no evento | Velejador                | Velejador nos Jogos      |
| -- | ------------------- | ------------------------------ | ----------------- | ------------------------ | ------------------------ |
| 1  | JPN Japão           | País-sede                      | —                 | —                        | Makoto Tomizawa          |
| 2  | NED Países Baixos   | Mundial 2018                   | 1                 | Dorian van Rijsselberghe | Kiran Badloe             |
| 3  | FRA França          | Mundial 2018                   | 3                 | Louis Giard              | Thomas Goyard            |
| 4  | GBR Grã-Bretanha    | Mundial 2018                   | 4                 | Kieran Holmes-Martin     | Tom Squires              |
| 5  | POL Polônia         | Mundial 2018                   | 5                 | Pawel Tarnowski          | Piotr Myszka             |
| 6  | ITA Itália          | Mundial 2018                   | 6                 | Mattia Camboni           | Mattia Camboni           |
| 7  | GRE Grécia          | Mundial 2018                   | 7                 | Byron Kokkalanis         | Byron Kokkalanis         |
| 8  | CHN China           | Mundial 2018                   | 9                 | Bi Kun                   | Bi Kun                   |
| 9  | ESP Espanha         | Mundial 2018                   | 13                | Iván Pastor              | Ángel Granda             |
| 10 | ISR Israel          | Mundial 2018                   | 14                | Ofek Elimeleh            | Yoav Cohan               |
| 11 | NOR Noruega         | Mundial 2018                   | 17                | Sebastian Wang-Hansen    | Endre Funnemark          |
| 12 | KOR Coreia do Sul   | Mundial 2019                   | 9                 | Cho Won-woo              | Cho Won-woo              |
| 13 | HKG Hong Kong       | Mundial 2019                   | 13                | Michael Cheng            | Michael Cheng            |
| 14 | BLR Bielorrússia    | Mundial 2019                   | 23                | Artem Javadav            | Mikita Tsirkun           |
| 15 | SUI Suíça           | Mundial 2019                   | 25                | Mateo Sanz Lanz          | Mateo Sanz Lanz          |
| 16 | LTU Lituânia        | Mundial 2019                   | 33                | Juozas Bernotas          | Juozas Bernotas          |
| 17 | USA Estados Unidos  | Mundial 2019                   | 42                | Pedro Pascual            | Pedro Pascual            |
| 18 | CYP Chipre          | Mundial 2019                   | 43                | Andreas Cariolou         | Andreas Cariolou         |
| 19 | CZE República Checa | Mundial 2019                   | 46                | Karel Lavický            | Karel Lavický            |
| 20 | TUR Turquia         | Mundial 2019                   | 54                | Onur Cavit Biriz         | Onur Cavit Biriz         |
| 21 | ALG Argélia         | Africano 2019                  | 1                 | Hamza Bouras             | Hamza Bouras             |
| 22 | THA Tailândia       | Aberto de Mussanah 2021 (Ásia) | 1                 | Natthaphong Phonoppharat | Natthaphong Phonoppharat |
| —  | NZL Nova Zelândia   | Mundial 2020 (Oceania)         | 54                | Antonio Cozzolino        |                          |
| 23 | RUS Rússia          | Europeu 2020                   | 20                | Aleksandr Askerov        | Aleksandr Askerov        |
| 24 | MEX México          | Copa do Mundo 2020 (AMN)       | 2                 | Ignacio Berenguer        | Ignacio Berenguer        |
| 25 | ARG Argentina       | Sul-Americano 2020 (AMS)       | 1                 | Francisco Saubidet       | Francisco Saubidet       |

### Laser
| #  | Nação                 | Torneio de qualificação                 | Posição no evento | Velejador                | Velejador nos Jogos      |
| -- | --------------------- | --------------------------------------- | ----------------- | ------------------------ | ------------------------ |
| 1  | JPN Japão             | País-sede                               | —                 | —                        | Kenji Nanri              |
| 2  | CYP Chipre            | Mundial 2018                            | 1                 | Pavlos Kontides          | Pavlos Kontides          |
| 3  | AUS Austrália         | Mundial 2018                            | 2                 | Matthew Wearn            | Matthew Wearn            |
| 4  | GER Alemanha          | Mundial 2018                            | 3                 | Philipp Buhl             | Philipp Buhl             |
| 5  | NZL Nova Zelândia     | Mundial 2018                            | 4                 | Sam Meech                | Sam Meech                |
| 6  | GBR Grã-Bretanha      | Mundial 2018                            | 5                 | Elliot Hanson            | Elliot Hanson            |
| 7  | NOR Noruega           | Mundial 2018                            | 6                 | Hermann Tomasgaard       | Hermann Tomasgaard       |
| 8  | FRA França            | Mundial 2018                            | 9                 | Jean-Baptiste Bernaz     | Jean-Baptiste Bernaz     |
| 9  | USA Estados Unidos    | Mundial 2018                            | 11                | Charlie Buckingham       | Charlie Buckingham       |
| 10 | FIN Finlândia         | Mundial 2018                            | 12                | Kaarle Tapper            | Kaarle Tapper            |
| 11 | EST Estônia           | Mundial 2018                            | 17                | Karl-Martin Rammo        | Karl-Martin Rammo        |
| 12 | BRA Brasil            | Mundial 2018                            | 19                | João Pedro Souto         | Robert Scheidt           |
| 13 | CRO Croácia           | Mundial 2018                            | 20                | Tonči Stipanović         | Tonči Stipanović         |
| 14 | PER Peru              | Mundial 2018                            | 21                | Stefano Peschiera        | Stefano Peschiera        |
| 15 | KOR Coreia do Sul     | Mundial 2018                            | 22                | Ha Jee-min               | Ha Jee-min               |
| 16 | MAS Malásia           | Jogos Asiáticos de 2018                 | 2                 | Khairulnizam Mohd Afendy | Khairulnizam Mohd Afendy |
| 17 | SWE Suécia            | Mundial 2019                            | 13                | Jesper Stålheim          | Jesper Stålheim          |
| 18 | ARG Argentina         | Mundial 2019                            | 14                | Francisco Guaragna       | Francisco Guaragna       |
| 19 | RUS Rússia            | Mundial 2019                            | 17                | Sergey Komissarov        | Sergey Komissarov        |
| 20 | HUN Hungria           | Mundial 2019                            | 20                | Benjámin Vadnai          | Benjámin Vadnai          |
| 21 | SLO Eslovênia         | Mundial 2019                            | 26                | Žan Luka Zelko           | Žan Luka Zelko           |
| —  | SUI Suíça             | Mundial 2019                            | 30                | Eliot Merceron           |                          |
| 22 | BEL Bélgica           | Mundial 2019                            | 34                | Wannes van Laer          | Wannes van Laer          |
| 23 | GUA Guatemala         | Pan-Americanos 2019                     | 1                 | Juan Ignacio Maegli      | Juan Ignacio Maegli      |
| 24 | ESA El Salvador       | Pan-Americanos 2019                     | 4                 | Enrique Arathoon         | Enrique Arathoon         |
| 25 | SEY Seicheles         | Africano 2019                           | 1                 | Rodney Govinden          | Rodney Govinden          |
| 26 | EGY Egito             | Africano 2019                           | 2                 | Aly Badawy               | Aly Badawy               |
| 27 | SIN Singapura         | Aberto de Mussanah 2021 (Ásia)          | 1                 | Ryan Lo                  | Ryan Lo                  |
| 28 | IND Índia             | Aberto de Mussanah 2021 (Ásia)          | 2                 | Vishnu Saravanan         | Vishnu Saravanan         |
| 29 | SAM Samoa             | Mundial 2020 (Oceania)                  | 115               | Eroni Leilua             | Eroni Leilua             |
| 30 | PNG Papua-Nova Guiné  | Mundial 2020 (Oceania)                  | 123               | Teariki Numa             | Teariki Numa             |
| 31 | ESP Espanha           | Regata Internacional Vilamoura (Europa) | 9                 | Joel Rodríguez           | Joel Rodríguez           |
| —  | NED Países Baixos     | Regata Internacional Vilamoura (Europa) | 11                | Duko Bos                 |                          |
| 32 | TTO Trinidad e Tobago | Copa do Mundo 2020 (AMN)                | 4                 | Andrew Lewis             | Andrew Lewis             |
| 33 | CHI Chile             | Copa Brasil 2019 (AMS)                  | 1                 | Clemente Seguel          | Clemente Seguel          |
| 34 | MNE Montenegro        | Tripartite                              | —                 | —                        | Milivoj Dukić            |
| 35 | LCA Santa Lúcia       | Tripartite                              | —                 | —                        | Luc Chevrier             |

### Finn
| #  | Nação              | Torneio de qualificação          | Posição no evento | Velejador          | Velejador nos Jogos |
| -- | ------------------ | -------------------------------- | ----------------- | ------------------ | ------------------- |
| 1  | JPN Japão          | País-sede                        | —                 | —                  |                     |
| 2  | HUN Hungria        | Mundial 2018                     | 1                 | Zsombor Berecz     | Zsombor Berecz      |
| 3  | SWE Suécia         | Mundial 2018                     | 2                 | Max Salminen       | Max Salminen        |
| 4  | NED Países Baixos  | Mundial 2018                     | 3                 | Pieter-Jan Postma  | Nicholas Heiner     |
| 5  | NZL Nova Zelândia  | Mundial 2018                     | 4                 | Josh Junior        | Josh Junior         |
| 6  | CAN Canadá         | Mundial 2018                     | 5                 | Tom Ramshaw        | Tom Ramshaw         |
| 7  | ARG Argentina      | Mundial 2018                     | 7                 | Facundo Olezza     | Facundo Olezza      |
| 8  | GBR Grã-Bretanha   | Mundial 2018                     | 8                 | Edward Wright      | Giles Scott         |
| 9  | TUR Turquia        | Mundial 2018                     | 9                 | Alican Kaynar      | Alican Kaynar       |
| 10 | BRA Brasil         | Europeu 2019 (Mundial)           | 7                 | Jorge Zarif        | Jorge Zarif         |
| 11 | NOR Noruega        | Europeu 2019 (Mundial)           | 9                 | Anders Pedersen    | Anders Pedersen     |
| 12 | USA Estados Unidos | Europeu 2019 (Mundial)           | 11                | Caleb Paine        | Luke Muller         |
| 13 | GRE Grécia         | Europeu 2019 (Mundial)           | 13                | Ioannis Mitakis    | Ioannis Mitakis     |
| 14 | RSA África do Sul  | Copa Ouro da FINN 2021 (África)  | 44                | Leo Davis          | Leo Davis           |
| 15 | CHN China          | Copa do Mundo 2019 (Ásia)        | 19                | He Chen            | He Chen             |
| 16 | AUS Austrália      | Copa Ouro da FINN 2019 (Oceania) | 5                 | Jake Lilley        | Jake Lilley         |
| 17 | ESP Espanha        | Copa Ouro da FINN 2021 (Europa)  | 2                 | Joan Cardona       | Joan Cardona        |
| 18 | MEX México         | Copa do Mundo 2020 (AMN)         | 6                 | Juan Ignacio Pérez | Juan Ignacio Pérez  |
| 19 | VEN Venezuela      | Copa Brasil 2019 (AMS)           | 4                 | Andres Lage        | Andres Lage         |

### 470
| #  | Nação               | Torneio de qualificação                     | Posição no evento | Velejadores                       | Velejadores nos Jogos             |
| -- | ------------------- | ------------------------------------------- | ----------------- | --------------------------------- | --------------------------------- |
| 1  | JPN Japão           | País-sede                                   | —                 | —                                 | Keiju Okada Jumpei Hokazono       |
| 2  | FRA França          | Mundial 2018                                | 1                 | Kevin Peponnet Jérémie Mion       | Kevin Peponnet Jérémie Mion       |
| 3  | ESP Espanha         | Mundial 2018                                | 3                 | Jordi Xammar Nicolás Rodríguez    | Jordi Xammar Nicolás Rodríguez    |
| 4  | SWE Suécia          | Mundial 2018                                | 4                 | Anton Dahlberg Fredrik Bergström  | Anton Dahlberg Fredrik Bergström  |
| 5  | AUS Austrália       | Mundial 2018                                | 5                 | Mathew Belcher William Ryan       | Mathew Belcher William Ryan       |
| 6  | USA Estados Unidos  | Mundial 2018                                | 7                 | Stuart McNay David Hughes         | Stuart McNay David Hughes         |
| 7  | ITA Itália          | Mundial 2018                                | 9                 | Giacomo Ferrari Giulio Calabrò    | Giacomo Ferrari Giulio Calabrò    |
| 8  | GBR Grã-Bretanha    | Mundial 2018                                | 11                | Luke Patience Chris Grube         | Luke Patience Chris Grube         |
| 9  | NZL Nova Zelândia   | Mundial 2018                                | 12                | Paul Snow-Hansen Daniel Willcox   | Paul Snow-Hansen Daniel Willcox   |
| 10 | GRE Grécia          | Mundial 2019                                | 4                 | Panagiotis Mantis Pavlos Kagialis | Panagiotis Mantis Pavlos Kagialis |
| 11 | RUS Rússia          | Mundial 2019                                | 11                | Pavel Sozykin Denis Gribanov      | Pavel Sozykin Denis Gribanov      |
| 12 | CHN China           | Mundial 2019                                | 12                | Xu Zangjun Wang Chao              | Xu Zangjun Wang Chao              |
| 13 | TUR Turquia         | Mundial 2019                                | 13                | Deniz Çınar Ateş Çınar            | Deniz Çınar Ateş Çınar            |
| 14 | ANG Angola          | Africano 2019                               | 1                 | Matias Montinho Paixão Afonso     | Matias Montinho Paixão Afonso     |
| 15 | KOR Coreia do Sul   | Asiático 2019                               | 1                 | Park Gun-woo Cho Sung-min         | Park Gun-woo Cho Sung-min         |
| 16 | ASA Samoa Americana | Regata Internacional de Melbourne (Oceania) | 1                 | Tyler Paige Adrian Hoesch         | Tyler Paige Adrian Hoesch         |
| 17 | POR Portugal        | Mundial 2021 (Europa)                       | 2                 | Diogo Costa Pedro Costa           | Diogo Costa Pedro Costa           |
| 18 | CAN Canadá          | Copa do Mundo 2020 (AMN)                    | 23                | Jacob Saunders Oliver Bone        | Jacob Saunders Oliver Bone        |
| 19 | BRA Brasil          | Sul-Americano 2020                          | 1                 | Geison Dzioubanov Gustavo Thiesen | Henrique Haddad Bruno Bethlem     |

### 49er
| #  | Nação             | Torneio de qualificação                 | Posição no evento | Velejadores                            | Velejadores nos Jogos              |
| -- | ----------------- | --------------------------------------- | ----------------- | -------------------------------------- | ---------------------------------- |
| 1  | JPN Japão         | País-sede                               | —                 | —                                      | Leonard Takahashi Ibuki Koizumi    |
| 2  | CRO Croácia       | Mundial 2018                            | 1                 | Šime Fantela Mihovil Fantela           | Šime Fantela Mihovil Fantela       |
| 3  | FRA França        | Mundial 2018                            | 2                 | Mathieu Frei Noé Delpech               | Émile Amoros Lucas Rual            |
| 4  | GER Alemanha      | Mundial 2018                            | 3                 | Tim Fischer Fabian Graf                | Erik Heil Thomas Plößel            |
| 5  | GBR Grã-Bretanha  | Mundial 2018                            | 5                 | James Peters Fynn Sterritt             | Dylan Fletcher Stuart Bithell      |
| 6  | NZL Nova Zelândia | Mundial 2018                            | 7                 | Logan Dunning Beck Oscar Gunn          | Peter Burling Blair Tuke           |
| 7  | POR Portugal      | Mundial 2018                            | 9                 | Jorge Lima José Costa                  | Jorge Lima José Costa              |
| 8  | SUI Suíça         | Mundial 2018                            | 10                | Lucien Cujean Sébastien Schneiter      | Lucien Cujean Sébastien Schneiter  |
| 9  | DEN Dinamarca     | Mundial 2018                            | 11                | Mads Emil Lübeck Nikolaj Hoffmann Buhl | Jakob Precht Jensen Jonas Warrer   |
| 10 | ESP Espanha       | Mundial 2019                            | 4                 | Diego Botín Iago López                 | Diego Botín Iago López             |
| 11 | AUT Áustria       | Mundial 2019                            | 6                 | Benjamin Bildstein David Hussl         | Benjamin Bildstein David Hussl     |
| 12 | NED Países Baixos | Mundial 2019                            | 8                 | Bart Lambriex Pim van Vugt             | Bart Lambriex Pim van Vugt         |
| 13 | POL Polônia       | Mundial 2019                            | 10                | Łukasz Przybytek Paweł Kołodziński     | Łukasz Przybytek Paweł Kołodziński |
| 14 | CAN Canadá        | Pan-Americanos 2019 (AMN)               | 3                 | Alexander Heinzemann Justin Barnes     | William Jones Evan DePaul          |
| 15 | BRA Brasil        | Pan-Americanos 2019 (AMS)               | 1                 | Marco Grael Gabriel Borges             | Marco Grael Gabriel Borges         |
| 16 | AUS Austrália     | Mundial 2020 (Oceania)                  | 5                 | William Phillips Sam Phillips          | William Phillips Sam Phillips      |
| 17 | RSA África do Sul | Aberto de Mussanah 2021 (África)        | 6                 | Benjamin Talbot Alex Burger            | Benjamin Talbot Alex Burger        |
| 18 | IND Índia         | Aberto de Mussanah 2021 (Ásia)          | 1                 | K.C. Ganapathy Varun Thakkar           | K.C. Ganapathy Varun Thakkar       |
| 19 | IRL Irlanda       | Regata Internacional Lanzarote (Europa) | 3                 | Robert Dickson Sean Waddilove          | Robert Dickson Sean Waddilove      |

## Eventos femininos

### RS:X
| #  | Nação              | Torneio de qualificação        | Posição no evento | Velejadora             | Velejadora nos Jogos   |
| -- | ------------------ | ------------------------------ | ----------------- | ---------------------- | ---------------------- |
| 1  | JPN Japão          | País-sede                      | —                 | —                      | Yuki Sunaga            |
| 2  | NED Países Baixos  | Mundial 2018                   | 1                 | Lilian de Geus         | Lilian de Geus         |
| 3  | FRA França         | Mundial 2018                   | 2                 | Charline Picon         | Charline Picon         |
| 4  | CHN China          | Mundial 2018                   | 3                 | Lu Yunxiu              | Lu Yunxiu              |
| 5  | GBR Grã-Bretanha   | Mundial 2018                   | 4                 | Emma Wilson            | Emma Wilson            |
| 6  | POL Polônia        | Mundial 2018                   | 5                 | Zofia Noceti-Klepacka  | Zofia Noceti-Klepacka  |
| 7  | ITA Itália         | Mundial 2018                   | 7                 | Marta Maggetti         | Marta Maggetti         |
| 8  | ISR Israel         | Mundial 2018                   | 11                | Maya Morris            | Katy Spychakov         |
| 9  | ESP Espanha        | Mundial 2018                   | 12                | Blanca Manchón         | Blanca Manchón         |
| 10 | DEN Dinamarca      | Mundial 2018                   | 14                | Lærke Buhl-Hansen      | Lærke Buhl-Hansen      |
| 11 | RUS Rússia         | Mundial 2018                   | 17                | Stefania Elfutina      | Anna Khvorikova        |
| 12 | EST Estônia        | Mundial 2018                   | 19                | Ingrid Puusta          | Ingrid Puusta          |
| 13 | HKG Hong Kong      | Mundial 2019                   | 10                | Hayley Chan            | Hayley Chan            |
| 14 | BRA Brasil         | Mundial 2019                   | 15                | Patricia Freitas       | Patricia Freitas       |
| 15 | FIN Finlândia      | Mundial 2019                   | 26                | Tuuli Petäjä-Sirén     | Tuuli Petäjä-Sirén     |
| 16 | PER Peru           | Mundial 2019                   | 27                | María Belén Bazo       | María Belén Bazo       |
| 17 | TUR Turquia        | Mundial 2019                   | 36                | Dilara Uralp           | Dilara Uralp           |
| 18 | MEX México         | Mundial 2019                   | 44                | Mariana Aguilar        | Demita Vega            |
| 19 | HUN Hungria        | Mundial 2019                   | 51                | Sára Cholnoky          | Sára Cholnoky          |
| 20 | USA Estados Unidos | Mundial 2019                   | 56                | Farrah Hall            | Farrah Hall            |
| 21 | THA Tailândia      | Mundial 2019                   | 57                | Siripon Kaewduang-ngam | Siripon Kaewduang-ngam |
| 22 | CYP Chipre         | Mundial 2019                   | 60                | Natasa Lappa           | Natasa Lappa           |
| 23 | ALG Argélia        | Africano 2019                  | 1                 | Amina Berrichi         | Amina Berrichi         |
| 24 | SIN Singapura      | Aberto de Mussanah 2021 (Ásia) | 1                 | Amanda Ng              | Amanda Ng              |
| —  | NZL Nova Zelândia  | Mundial 2020 (Oceania)         | 24                | Veerle Ten Have        |                        |
| 25 | GRE Grécia         | Europeu 2020                   | 18                | Aikaterini Divari      | Aikaterini Divari      |
| 26 | CAN Canadá         | Copa do Mundo 2020 (AMN)       | 4                 | Nikola Girke           | Nikola Girke           |
| 27 | ARG Argentina      | Sul-Americano 2020             | 1                 | María Celia Tejerina   | María Celia Tejerina   |

### Laser Radial
| #  | Nação                 | Torneio de qualificação                    | Posição no evento | Velejadora             | Velejadora nos Jogos    |
| -- | --------------------- | ------------------------------------------ | ----------------- | ---------------------- | ----------------------- |
| 1  | JPN Japão             | País-sede                                  | —                 | —                      | Manami Doi              |
| 2  | BEL Bélgica           | Mundial 2018                               | 1                 | Emma Plasschaert       | Emma Plasschaert        |
| 3  | NED Países Baixos     | Mundial 2018                               | 2                 | Marit Bouwmeester      | Marit Bouwmeester       |
| 4  | DEN Dinamarca         | Mundial 2018                               | 3                 | Anne-Marie Rindom      | Anne-Marie Rindom       |
| 5  | FIN Finlândia         | Mundial 2018                               | 4                 | Monika Mikkola         | Tuula Tenkanen          |
| 6  | USA Estados Unidos    | Mundial 2018                               | 5                 | Paige Railey           | Paige Railey            |
| 7  | CAN Canadá            | Mundial 2018                               | 6                 | Sarah Douglas          | Sarah Douglas           |
| 8  | GBR Grã-Bretanha      | Mundial 2018                               | 7                 | Alison Young           | Alison Young            |
| 9  | HUN Hungria           | Mundial 2018                               | 8                 | Mária Érdi             | Mária Érdi              |
| 10 | SUI Suíça             | Mundial 2018                               | 9                 | Maud Jayet             | Maud Jayet              |
| 11 | TUR Turquia           | Mundial 2018                               | 10                | Nazlı Çağla Dönertaş   | Ecem Güzel              |
| 12 | POL Polônia           | Mundial 2018                               | 12                | Magdalena Kwaśna       | Magdalena Kwaśna        |
| 13 | GRE Grécia            | Mundial 2018                               | 16                | Vasileia Karachaliou   | Vasileia Karachaliou    |
| 14 | ITA Itália            | Mundial 2018                               | 17                | Carolina Albano        | Silvia Zennaro          |
| 15 | SWE Suécia            | Mundial 2018                               | 18                | Josefin Olsson         | Josefin Olsson          |
| 16 | FRA França            | Mundial 2018                               | 19                | Mathilde de Kerangat   | Marie Bolou             |
| 17 | NOR Noruega           | Mundial 2018                               | 21                | Line Flem Høst         | Line Flem Høst          |
| 18 | CHN China             | Mundial 2018                               | 25                | Zhang Dongshuang       | Zhang Dongshuang        |
| 19 | GER Alemanha          | Mundial 2018                               | 26                | Svenja Weger           | Svenja Weger            |
| 20 | MAS Malásia           | Asiáticos 2018                             | 3                 | Nur Shazrin Mohd Latif | Nur Shazrin Mohd Latif  |
| 21 | CRO Croácia           | Mundial 2019                               | 20                | Elena Vorobeva         | Elena Vorobeva          |
| 22 | LTU Lituânia          | Mundial 2019                               | 28                | Viktorija Andrulytė    | Viktorija Andrulytė     |
| 23 | BLR Bielorrússia      | Mundial 2019                               | 40                | Tatiana Drozdovskaya   | Tatiana Drozdovskaya    |
| 24 | AUS Austrália         | Mundial 2019                               | 41                | Zoe Thomson            | Mara Stransky           |
| 25 | RUS Rússia            | Mundial 2019                               | 45                | Ekaterina Zyuzina      | Ekaterina Zyuzina       |
| 26 | IRL Irlanda           | Mundial 2019                               | 46                | Aisling Keller         | Annalise Murphy         |
| —  | NZL Nova Zelândia     | Mundial 2019                               | 47                | Olivia Christie        |                         |
| 27 | CYP Chipre            | Mundial 2019                               | 50                | Marilena Makri         | Marilena Makri          |
| 28 | GUA Guatemala         | Mundial 2019                               | 51                | Isabella Maegli        | Isabella Maegli         |
| 29 | THA Tailândia         | Mundial 2019                               | 52                | Kamolwan Chanyim       | Kamolwan Chanyim        |
| 30 | ESP Espanha           | Mundial 2019                               | 53                | Cristina Pujol         | Cristina Pujol          |
| 31 | ARG Argentina         | Pan-Americanos 2019                        | 3                 | Lucía Falasca          | Lucía Falasca           |
| 32 | URU Uruguai           | Pan-Americanos 2019                        | 4                 | Dolores Moreira        | Dolores Moreira         |
| 33 | MOZ Moçambique        | Africano 2019                              | 1                 | Deisy Nhaquile         | Deisy Nhaquile          |
| 34 | EGY Egito             | Africano de 2019                           | 2                 | Khouloud Mansy         | Khouloud Mansy          |
| 35 | IND Índia             | Aberto de Mussanah 2021 (Ásia)             | 2                 | Nethra Kumanan         | Nethra Kumanan          |
| 36 | HKG Hong Kong         | Aberto de Mussanah 2021 (Ásia)             | 3                 | Stephanie Norton       | Stephanie Norton        |
| 37 | FIJ Fiji              | Mundial 2020 (Oceania)                     | 97                | Sophia Morgan          | Sophia Morgan           |
| 38 | PNG Papua-Nova Guiné  | Mundial 2020 (Oceania)                     | 102               | Rose-Lee Numa          | Rose-Lee Numa           |
| 39 | ISR Israel            | Regata Internacional de Vilamoura (Europa) | 39                | Shay Kakon             | Shay Kakon              |
| 40 | POR Portugal          | Regata Internacional de Vilamoura (Europa) | 44                | Carolina João          | Carolina João           |
| 41 | MEX México            | Copa do Mundo 2020 (AMN)                   | 8                 | Elena Oetling          | Elena Oetling           |
| 42 | PER Peru              | Copa Brasil 2019 (AMS)                     | 1                 | Paloma Schmidt         | Paloma Schmidt          |
| 43 | ANT Antígua e Barbuda | Tripartite                                 | —                 | —                      | Jalese Gordon           |
| 44 | LCA Santa Lúcia       | Tripartite                                 | —                 | —                      | Stephanie Devaux-Lovell |

### 470
| #  | Nação              | Torneio de qualificação                     | Posição no evento | Velejadoras                           | Velejadoras nos Jogos                    |
| -- | ------------------ | ------------------------------------------- | ----------------- | ------------------------------------- | ---------------------------------------- |
| 1  | JPN Japão          | País-sede                                   | —                 | —                                     | Ai Kondo Miho Yoshioka                   |
| 2  | ESP Espanha        | Mundial 2018                                | 2                 | Silvia Mas Patricia Cantero           | Silvia Mas Patricia Cantero              |
| 3  | GBR Grã-Bretanha   | Mundial 2018                                | 3                 | Hannah Mills Eilidh McIntyre          | Hannah Mills Eilidh McIntyre             |
| 4  | FRA França         | Mundial 2018                                | 4                 | Camille Lecointre Aloïse Retornaz     | Camille Lecointre Aloïse Retornaz        |
| 5  | CHN China          | Mundial 2018                                | 6                 | Wei Mengxi Gao Haiyan                 | Wei Mengxi Gao Haiyan                    |
| 6  | ITA Itália         | Mundial 2018                                | 7                 | Benedetta di Salle Alessandra Dubbini | Elena Berta Bianca Caruso                |
| 7  | GRE Grécia         | Mundial 2018                                | 9                 | Maria Bozi Rafailina Klonaridou       | Ariadne-Paraskevi Spanaki Emilia Tsoulfa |
| 8  | SLO Eslovênia      | Mundial 2018                                | 10                | Tina Mrak Veronika Macarol            | Tina Mrak Veronika Macarol               |
| 9  | ISR Israel         | Mundial 2018                                | 11                | Gil Cohen Noa Lasry                   | Shahar Tibi Noya Baram                   |
| 10 | POL Polônia        | Mundial 2019                                | 7                 | Agnieszka Skrzypulec Jolanta Ogar     | Agnieszka Skrzypulec Jolanta Ogar        |
| 11 | BRA Brasil         | Mundial 2019                                | 8                 | Fernanda Oliveira Ana Barbachan       | Fernanda Oliveira Ana Barbachan          |
| 12 | AUS Austrália      | 2019 Worlds                                 | 9                 | Nia Jerwood Monique de Vries          | Nia Jerwood Monique de Vries             |
| 13 | NED Países Baixos  | Mundial 2019                                | 12                | Afrodite Zegers Lobke Berkhout        | Afrodite Zegers Lobke Berkhout           |
| —  | NZL Nova Zelândia  | Mundial 2019                                | 15                | Susannah Pyatt Brianna Reynolds-Smith |                                          |
| 14 | GER Alemanha       | Mundial 2019                                | 16                | Frederike Löwe Anna Markfort          | Luise Wanser Anastasiya Winkel           |
| 15 | SUI Suíça          | Mundial 2019                                | 18                | Linda Fahrni Maja Siegenthaler        | Linda Fahrni Maja Siegenthaler           |
| 16 | SWE Suécia         | Mundial 2019                                | 27                | Olivia Bergström Lovisa Karlsson      | Olivia Bergström Lovisa Karlsson         |
| 17 | MOZ Moçambique     | Africano 2019                               | 6                 | Denise Parruque Maria Machava         | Denise Parruque Maria Machava            |
| 18 | MAS Malásia        | Asiático 2019                               | 5                 | Nuraisyah Jamil Juni Noor Jamali      | Nuraisyah Jamil Juni Noor Jamali         |
| —  |                    | Regata Internacional de Melbourne (Oceania) |                   |                                       |                                          |
| 19 | TUR Turquia        | Mundial 2021 (Europa)                       | 22                | Beste Kaynakcı Okyanus Arıkan         | Beste Kaynakcı Okyanus Arıkan            |
| 20 | USA Estados Unidos | Copa do Mundo 2020 (AMN)                    | 8                 | Carmen Cowles Emma Cowles             | Nikki Barnes Lara Dallmann-Weiss         |
| 21 | ARG Argentina      | Sul-Americano 2020                          | 1                 | María Belén Tavella Lourdes Hartkopf  | María Belén Tavella Lourdes Hartkopf     |

### 49erFX
| #  | Nação              | Torneio de qualificação                      | Posição no evento | Velejadoras                           | Velejadoras nos Jogos                        |
| -- | ------------------ | -------------------------------------------- | ----------------- | ------------------------------------- | -------------------------------------------- |
| 1  | JPN Japão          | País-sede                                    | —                 | —                                     | Anna Yamazaki Sena Takano                    |
| 2  | NED Países Baixos  | Mundial 2018                                 | 1                 | Annemiek Bekkering Annette Duetz      | Annemiek Bekkering Annette Duetz             |
| 3  | AUT Áustria        | Mundial 2018                                 | 2                 | Tanja Frank Lorena Abicht             | Tanja Frank Lorena Abicht                    |
| 4  | GBR Grã-Bretanha   | Mundial 2018                                 | 3                 | Sophie Weguelin Sophie Ainsworth      | Charlotte Dobson Saskia Tidey                |
| 5  | BRA Brasil         | Mundial 2018                                 | 4                 | Martine Grael Kahena Kunze            | Martine Grael Kahena Kunze                   |
| 6  | DEN Dinamarca      | Mundial 2018                                 | 5                 | Jena Mai Hansen Katja Salskov-Iversen | Ida Marie Baad Nielsen Marie Thusgaard Olsen |
| 7  | NZL Nova Zelândia  | Mundial 2018                                 | 8                 | Alexandra Maloney Molly Meech         | Alexandra Maloney Molly Meech                |
| 8  | NOR Noruega        | Mundial 2018                                 | 9                 | Ragna Agerup Maia Agerup              | Marie Rønningen Helene Næss                  |
| 9  | AUS Austrália      | Mundial 2018                                 | 11                | Natasha Bryant Annie Wilmot           | Tess Lloyd Jaime Ryan                        |
| 10 | GER Alemanha       | Mundial 2019                                 | 5                 | Tina Lutz Susann Beucke               | Tina Lutz Susann Beucke                      |
| 11 | ARG Argentina      | Mundial 2019                                 | 8                 | Victoria Travascio María Sol Branz    | Victoria Travascio María Sol Branz           |
| 12 | USA Estados Unidos | Mundial 2019                                 | 9                 | Paris Henken Anna Tobias              | Stephanie Roble Maggie Shea                  |
| 13 | POL Polônia        | Mundial 2019                                 | 12                | Aleksandra Melzacka Kinga Łoboda      | Aleksandra Melzacka Kinga Łoboda             |
| 14 | ESP Espanha        | Mundial 2019                                 | 14                | Patricia Suaréz Nicole van der Velden | Paula Barceló Támara Echegoyen               |
| 15 | SIN Singapura      | Mundial 2019                                 | 15                | Kimberly Lim Cecilia Low              | Kimberly Lim Cecilia Low                     |
| 16 | FRA França         | Mundial 2019                                 | 16                | Julie Bossard Aude Compan             | Albane Dubois Lili Sebesi                    |
| 17 | TUN Tunísia        | Aberto de Mussanah 2021 (África)             | 6                 | Eya Guezguez Sarra Guezguez           | Eya Guezguez Sarra Guezguez                  |
| 18 | CHN China          | Aberto de Mussanah 2021 (Ásia)               | 1                 | Chen Shasha Ye Jin                    | Chen Shasha Ye Jin                           |
| —  |                    | Mundial 2020 (Oceania)                       |                   |                                       |                                              |
| 19 | BEL Bélgica        | Regata Internacional Lanzarote 2021 (Europa) | 7                 | Anouk Geurts Isaura Maenhaut          | Anouk Geurts Isaura Maenhaut                 |
| 20 | CAN Canadá         | Pan-Americanos 2019 (AMN)                    | 4                 | Alexandra Ten Hove Mariah Millen      | Alexandra Ten Hove Mariah Millen             |
| 21 | PER Peru           | Pan-Americanos 2019 (AMS)                    | 5                 | Diana Tudela María Pia van Oordt      | Diana Tudela María Pia van Oordt             |

## Eventos mistos

### Nacra 17
| #  | Nação              | Torneio de qualificação                 | Posição no evento | Velejadores                                         | Velejadores nos Jogos                               |
| -- | ------------------ | --------------------------------------- | ----------------- | --------------------------------------------------- | --------------------------------------------------- |
| 1  | JPN Japão          | País-sede                               | —                 | —                                                   | Shibuki Iitsuka Eri Hatayama                        |
| 2  | ITA Itália         | Mundial 2018                            | 1                 | Ruggero Tita Caterina Banti                         | Ruggero Tita Caterina Banti                         |
| 3  | AUS Austrália      | Mundial 2018                            | 2                 | Nathan Outteridge Haylee Outteridge                 | Jason Waterhouse Lisa Darmanin                      |
| 4  | ARG Argentina      | Mundial 2018                            | 3                 | Santiago Lange Cecilia Carranza                     | Santiago Lange Cecilia Carranza Saroli              |
| 5  | DEN Dinamarca      | Mundial 2018                            | 4                 | Christian Peter Lübeck Lin Ea Cenholt               | Christian Peter Lübeck Lin Ea Cenholt               |
| 6  | BRA Brasil         | Mundial 2018                            | 5                 | Samuel Albrecht Gabriela Nicolino de Sá             | Samuel Albrecht Gabriela Nicolino de Sá             |
| 7  | GBR Grã-Bretanha   | Mundial 2018                            | 8                 | John Gimson Anna Burnet                             | John Gimson Anna Burnet                             |
| 8  | AUT Áustria        | Mundial 2018                            | 9                 | Thomas Zajac Barbara Matz                           | Thomas Zajac Barbara Matz                           |
| 9  | NZL Nova Zelândia  | Mundial 2018                            | 11                | Micah Wilkinson Olivia MacKay                       | Micah Wilkinson Erica Dawson                        |
| 10 | ESP Espanha        | Mundial 2019                            | 5                 | Tara Pacheco Florián Trittel                        | Tara Pacheco Florián Trittel                        |
| 11 | FRA França         | Mundial 2019                            | 10                | Quentin Delapierre Manon Audinet                    | Quentin Delapierre Manon Audinet                    |
| 12 | GER Alemanha       | Mundial 2019                            | 11                | Paul Kohlhoff Alica Stuhlemmer                      | Paul Kohlhoff Alica Stuhlemmer                      |
| 13 | USA Estados Unidos | Mundial 2019                            | 14                | Riley Gibbs Anna Weis                               | Riley Gibbs Anna Weis                               |
| 14 | NOR Noruega        | Mundial 2019                            | 21                | Nicholas Fadler Martinsen Martine Steller Mortensen | Nicholas Fadler Martinsen Martine Steller Mortensen |
| 15 | SWE Suécia         | Mundial 2019                            | 26                | Emil Järudd Cecilia Jonsson                         | Emil Järudd Cecilia Jonsson                         |
| 16 | TUN Tunísia        | Regata Internacional Lanzarote (África) | 20                | Mehdi Gharbi Rania Rahali                           | Mehdi Gharbi Rania Rahali                           |
| 17 | CHN China          | Asiático 2021                           | 1                 | Yang Xuezhe Hu Xiaoxiao                             | Yang Xuezhe Hu Xiaoxiao                             |
| —  |                    | Mundial 2020 (Oceania)                  |                   |                                                     |                                                     |
| 18 | FIN Finlândia      | Regata Internacional Lanzarote (Europa) | 5                 | Janne Järvinen Sinem Kurtbay                        | Akseli Keskinen Sinem Kurtbay                       |
| 19 | PUR Porto Rico     | Pan-Americanos 2019 (AMN)               | 6                 | Enrique Figueroa Gretchen Ortiz                     | Enrique Figueroa Gretchen Ortiz                     |
| 20 | URU Uruguai        | Pan-Americanos 2019 (AMS)               | 4                 | Pablo Defazio Dominique Knüppel                     | Pablo Defazio Dominique Knüppel                     |